# Festival Internacional de Cine Love & Hope
El Festival Internacional de Cine Love & Hope (LHIFF) es un festival de cine independiente, que se celebra anualmente en el mes de septiembre en la ciudad de Barcelona, Cataluña, España.
Durante sus primeras ediciones la sede principal para las proyecciones cinematográficas ha sido en el Cinema Maldà. Dónde se visionan largometrajes y cortometrajes de alrededor del mundo, en V.O. con subtítulos en español e inglés. Destaca la variedad de proyectos internacionales provenientes de diversos países: Alemania, Australia, Brasil, Canadá, China, Chipre, Colombia, Eslovaquia, Estados Unidos, Filipinas, Francia, Grecia, Guatemala, Honduras, India, Italia, Japón, Macedonia, México, Reino Unido, Singapur, Taiwán, Ucrania, Venezuela.
Tiene variedad de categorías en largometrajes y cortometrajes: Terror, LGTBI, animación, documental, experimental, drama, ciencia ficción, entre otros.

## Organización y colaboraciones
Fundado por el director de cine Darwin Reina, la primera edición se tuvo que posponer por causa de la pandemia.Apoyado por compañías internacionales de la industria cinematográfica, como Stage 32, IMDb, FilmFreeway, FinalDraft.
Organizado principal por Rodartin Producciones, con Darwin Reina como Director del Festival. Además cuenta con las colaboraciones de personas que dan vida a LHIFF, como Marisa Martí (Asistente del Director del Festival) y los productores Steven Wilbur, Rodrigo Torres y Rubí Ríos.

## Historia

### Edición 2021
En la primera edición, la inauguración fue celebrada en la Sala Aquarella, en Gran Via Corts Catalanes, Barcelona.
La Cena de gala y entrega de premios se realizó en el Restaurante El N9U (Camí del Pantà, 2, 08017 Barcelona).
El cortometraje mallorquí, Barquitos de Papel, fue premiado como mejor cortometraje español.
La cinta de Álex, dirigida por Irene Zoe Alameda y con Aitana Sánchez Gijón en el reparto, se llevó los premios de Mejor Largometraje, Mejor Cinematografía, Mejor Actor y Mejor Actriz.

### Edición 2022
La cena de gala y entrega de premios se realizó en el Hotel Termes de Montbrió (Montbrió de Tarragona, Tarragona)
Universidades internacionales también presentan proyectos estudiantiles, como el cortometraje venezolano "Leave", protagonizado por Ana Lugo. Proyecto impulsado por la Universidad De Los Andes.
Los premios de Mención de Honor fueron para Esperanza de Honor, película de producción hondureña, y para Katwaj, cortometraje guatemalteco.
Colaboraciones de Escuelas de Cine, como FX Animation, que realizó una Masterclass de Efectos Visuales.

### Edición 2023
El largometraje Guillotine abrió la edición 2023, fue el debut del director iraní-americano Ray Izad-Mehr. Otro largometraje que destacar, Woman in the Maze, del director Mitesh Patel, con la presencia de la actriz protagonista Meredith Vancuyk. Ambos largometrajes obtuvieron premio en Mejor Largometraje y Mejor Largometraje de Terror, respectivamente.
Se realizó la Premiere mundial del largometraje A Summer Night, del director Oscar Torre, y quién protagoniza la actriz Chuti Tiu.
Más actrices asistieron al LHIFF, como la actriz mexicana e influencer, Estrella Solís, con el cortometraje Ofelia, fue entrevistada en la radio La Cinemoteka.
Además de profesionales de la industria de América y Europa, el actor hindú, asentado en Singapur, Gibu George, se llevó el premio a mejor actor de cortometraje.
El programa de radio El Presente se llama Mujer, destacó el empoderamiento de las mujeres, dando así voz en las entrevistas con Betty Ramírez, escritora y fundadora de Fortis Femina (organización en Arizona y la cual tiene un largometraje en pantalla) y a la directora Rosa Delgado, quien ganó premio al Mejor Cortometraje Español, con Flores Ciegas.
Contó con las masterclass de: Cinnect, Artistamente, entre otros.
Con el patrocinio de Artistamente. Y las colaboraciones de: Shoko, Sutton, Catalonia Hotels, entre otros.

## Categorías
- Mejor Largometraje
- Mejor Largometraje Documental
- Mejor Largometraje LGTBI
- Mejor Largometraje Terror
- Mejor Cortometraje Internacional
- Mejor Cortometraje Español
- Mejor Cortometraje LGTBI
- Mejor Cortometraje Terror
- Mejor Cortometraje Europeo
- Mejor Cortometraje Animación
- Mejor Cortometraje Ciencia ficción
- Mejor Cortometraje Experimental
- Mejor Cortometraje Drama
- Mejor Cortometraje Inspiracional
- Mejor Cortometraje Americano
- Mejor Guion cinematográfico Largometraje
- Mejor Guion Cinematográfico Cortometraje
- Mejor Guion Cortometraje
- Mejor Guion Largometraje
- Mejor Cinematografía Largometraje
- Mejor Cinematografía Cortometraje
- Mejor Edición Largometraje
- Mejor Edición Cortometraje
- Mejor Efectos especiales
- Mejor Videoclip
- Mejor Banda sonora Largometraje
- Mejor Banda Sonora Cortometraje
- Mejor Director Largometraje
- Mejor Director Cortometraje
- Mejor Actor Largometraje
- Mejor Actor Cortometraje
- Mejor Actor de Reparto Largometraje
- Mejor Actriz Largometraje
- Mejor Actriz Cortometraje
- Mejor Actriz de Reparto Largometraje
- Mejor WebSeries

## Eventos paralelos
Además de las proyecciones, se realizan entrevistas a directores, actrices, actores, escritores y productores para explicar su proceso de creación.
Cada año profesionales de la industria ofrecen masterclass, destacando a Esteve Rovira como uno de los oradores en las masterclass.
Cada día se realiza eventos de networking en diferentes locales de Barcelona: Shoko, Sutton, Catalonia Hotels, El Drac de Sant Jordi, BoysBar, Somnia, Kahiki, ...

## Ganadores
| Categoría                          | Título                   | Director/escritor/actor/actriz   | País               |
| ---------------------------------- | ------------------------ | -------------------------------- | ------------------ |
| Mejor actor cortometraje           | The Wheel                | Gibu George                      | Singapur           |
| Mejor actor largometraje           | Scarpedicemente          | John Vamvas                      | Canadá             |
| Mejor actriz cortometraje          | Hold Me Tight            | Natalie Cameron Ward             | Reino Unido        |
| Mejor actriz largometraje          | A Summer Night           | Chuti Tiu                        | Estados Unidos     |
| Mejor cinematografía cortometraje  | Road Blue                | Alexandru George Fit             | Rumanía            |
| Mejor cinematografía largometraje  | Casting Kill             | James Smith                      | Reino Unido        |
| Mejor cortometraje americano       | Revamped                 | Patrick Norris                   | Estados Unidos     |
| Mejor cortometraje animación       | Lovely Rita              | Elena Madrid                     | Suiza              |
| Mejor cortometraje ciencia ficción | From Here To There       | George Atkinson, Alan Ciechalski | Reino Unido        |
| Mejor cortometraje documental      | Ministry Of Surf         | Collins Reagan                   | Estados Unidos     |
| Mejor cortometraje drama           | Come Find Me             | Nela Wagman                      | Estados Unidos     |
| Mejor cortometraje español         | Flores Ciegas            | Rosa Delgado                     | España             |
| Mejor cortometraje estudiante      | I Will Forever Live Here | Carlos Roa Rodríguez             | Colombia           |
| Mejor cortometraje europeo         | Rooftop                  | Nevena Nikolova, Petar Gerzilov  | Bulgaria           |
| Mejor cortometraje experimental    | The Pit And The Pendulum | Danny Ashkenasi                  | Estados Unidos     |
| Mejor cortometraje inspiracional   | Hedgehog                 | D. Mitry                         | Estados Unidos     |
| Mejor cortometraje internacional   | Minwoo And Rie           | Jinrung Chun                     | República de Corea |
| Mejor cortometraje LGTBI           | A Certain Night          | Sumin Kim                        | Reino Unido        |
| Mejor cortometraje terror          | Noman                    | Matt Robb                        | Estados Unidos     |
| Mejor director cortometraje        | The Last Jackolantern    | William Grave                    | Reino Unido        |
| Mejor director largometraje        | Pink Puzzle              | Mike Adler                       | Alemania           |
| Mejor guion cortometraje           | A Writer In The Darkness | Giuseppe De Vuono                | Italia             |
| Mejor guion largometraje           | The Lavender Girl        | Sophie Von Rheden                | España             |
| Mejor largometraje                 | Guillotine               | Ray Izad-Mehr                    | Estados Unidos     |
| Mejor largometraje documental      | Siren Lullabies          | Kristina Atovska                 | Macedonia          |
| Mejor largometraje terror          | Woman In The Maze        | Mitesh Patel                     | Estados Unidos     |
| Mejor videoclip                    | Lunarcode, The Light     | Vincenzo Carubia                 | Estados Unidos     |
| Mejor web-series                   | Spy V Spia               | Cristo Zambone                   | Reino Unido        |

| Categoría                                | Título                       | Director/escritor/actor/actriz                                                          | País           |
| ---------------------------------------- | ---------------------------- | --------------------------------------------------------------------------------------- | -------------- |
| Mejor actor cortometraje                 | The Comfort Zone             | Alex MacNicoll                                                                          | Estados Unidos |
| Mejor actor largometraje                 | Karma Bums                   | Brandon O´Dell                                                                          | Estados Unidos |
| Mejor actriz cortometraje                | That Was Delicious           | Nela Wagman                                                                             | Estados Unidos |
| Mejor actriz largometraje                | Eagle Knight                 | María Cid                                                                               | México         |
| Mejor cinematografía cortometraje        | Follow The Arrow             | Marc Saez                                                                               | Francia        |
| Mejor cinematografía largometraje        | The Greedy                   | Jacob Martin Eugen Munkhammar                                                           | Suecia         |
| Mejor cortometraje americano             | Me Against The World         | Kali Bailey                                                                             | Estados Unidos |
| Mejor cortometraje animación             | Ventanas                     | Mireia Matilla, Emanuel Espinoza, Mar Cebrián, Al Serrano, Lidia Rodríguez, Oriol Pérez | España         |
| Mejor cortometraje ciencia ficción       | The Last One                 | Lukas Vizner, Miriam Fulmekova                                                          | Eslovaquia     |
| Mejor cortometraje documental            | Complete Surrender           | Pol Herrmann, Louise Nelstrop                                                           | Bélgica        |
| Mejor cortometraje drama                 | Never Again                  | Alessandro Fiorucci                                                                     | Italia         |
| Mejor cortometraje español               | Matcha Latte, Law Sama7te    | Shamila Lengsfeld                                                                       | Alemania       |
| Mejor cortometraje estudiante            | Damnoosh                     | Behnaz Shoar                                                                            | Alemania       |
| Mejor cortometraje europeo               | Game Über                    | Fokke Baarssen                                                                          | Alemania       |
| Mejor cortometraje experimental          | Orion Saga                   | Keon Hedayati                                                                           | Estados Unidos |
| Mejor cortometraje inspiracional         | Jessica Parte II             | Bilal Hussain                                                                           | Dinamarca      |
| Mejor cortometraje internacional         | Follow The Arrow             | Marc Saez                                                                               | Francia        |
| Mejor cortometraje LGTBI                 | El Secreto de Soraya         | Talissa Lopes                                                                           | España         |
| Mejor cortometraje terror                | Blue                         | Pedro Morata                                                                            | España         |
| Mejor director cortometraje              | Dotting The "I"              | Doug Tompos                                                                             | Estados Unidos |
| Mejor director largometraje              | Finding The End Of The World | Fabián Corres                                                                           | México         |
| Mejor guion cinematográfico cortometraje | Bizzarro E Fantastico        | Kris Krainock                                                                           | Estados Unidos |
| Mejor guion cinematográfico largometraje | Situational Love             | Ami Sakurai                                                                             | Japón          |
| Mejor guion cortometraje                 | The Waltz                    | Alycya Magaña                                                                           | Estados Unidos |
| Mejor guion largometraje                 | 2nd Date                     | Jaik Andino                                                                             | Estados Unidos |
| Mejor largometraje                       | Finding The End Of The World | Fabián Corres                                                                           | México         |
| Mejor largometraje documental            | Envoy: Shark Cull            | Andre Borell                                                                            | Australia      |
| Mejor largometraje LGTBI                 | A Reflection Of Self         | Jesse Brandon Locke                                                                     | Estados Unidos |
| Mejor largometraje terror                | H.P. Lovecraft´s Witch House | Bobby Easley                                                                            | Estados Unidos |
| Mejor Videoclip                          | Lunarcode: Cuttin´ The Cord  | Jessica Gillette, Vincenzo Carubia                                                      | Estados Unidos |
| Mejor Web-Series                         | The Cloaked Realm Tunnel 23  | Marisa Cohen, Peter Issac Alexandre                                                     | Estados Unidos |

| Categoría                                              | Título                               | Director/escritor/actor/actriz          | País            |
| ------------------------------------------------------ | ------------------------------------ | --------------------------------------- | --------------- |
| Mejor actor cortometraje español                       | No Apto Para Menores                 | Gael Cárdenas                           | España          |
| Mejor actor cortometraje internacional                 | The Fixer                            | Jessie C. Boy                           | Estados Unidos  |
| Mejor actor de reparto cortometraje internacional      | Missed                               | Sean Kane                               | Estados Unidos  |
| Mejor actor de reparto largometraje                    | The Scorpion´s Dream                 | Eleazar Masdeu                          | España          |
| Mejor actor largometraje                               | La Cinta de Álex                     | Fernando Gil                            | España          |
| Mejor actriz cortometraje español                      | El Día Que Te Maté                   | Clara Manyós                            | España          |
| Mejor actriz cortometraje internacional                | The Role Of A Lifetime               | Véronique Picciotto                     | Francia         |
| Mejor actriz de reparto largometraje                   | Effigy-Poison And The City           | Elisa Thiemann                          | Alemania        |
| Mejor actriz largometraje                              | La Cinta de Álex                     | Rocía Yanguas                           | España          |
| Mejor banda sonora cortometraje español                | La Herencia de Martí                 | Marcel Buisan                           | España          |
| Mejor banda sonora cortometraje internacional          | The Role Of A Lifetime               | Marc Saez                               | Francia         |
| Mejor banda sonora largometraje                        | Effigy-Poison And The City           | Udo Flohr                               | Alemania        |
| Mejor cinematografía cortometraje español              | La Mujer Invertida                   | Santi Planet                            | España          |
| Mejor cinematografía cortometraje internacional        | Hatshepsut                           | Sonia Machado-Hines                     | Estados Unidos  |
| Mejor cinematografía largometraje                      | La Cinta de Álex                     | Irene Zoe Alameda                       | España          |
| Mejor cortometraje acción                              | UV - A Resistance Story              | Lorenzo Scalzo                          | Italia          |
| Mejor cortometraje animación                           | Eco Escort                           | Marceloa Drobna, Tereza Kajabová        | República Checa |
| Mejor cortometraje documental                          | The Day I Had To Grow Up             | Stefano Da Frè, Laura Pellegrini        | Estados Unidos  |
| Mejor cortometraje español                             | Barquitos de Papel                   | Micky Flexas                            | España          |
| Mejor cortometraje internacional                       | The Fixer                            | Michael Schilf                          | Estados Unidos  |
| Mejor cortometraje LGTBI                               | Only Human                           | Lukas Vizner                            | Eslovaquia      |
| Mejor cortometraje terror                              | Berserka                             | Kingnyne                                | Estados Unidos  |
| Mejor director cortometraje español                    | La Mujer Invertida                   | Santi Planet                            | España          |
| Mejor director cortometraje internacional              | The Fixer                            | Michael Schilf                          | Estados Unidos  |
| Mejor director largometraje                            | Effigy-Poison And The City           | Udo Flohr                               | Alemania        |
| Mejor edición cortometraje                             | The Day I Had To Grow Up             | Stefano Da Frè, Laura Pellegrini        | Estados Unidos  |
| Mejor edición largometraje                             | Effigy-Poison And The City           | Udo Flohr                               | Alemania        |
| Mejores Efectos Especiales                             | Metamorphosis                        | Marta Romero                            | España          |
| Mejor guion cinematográfico cortometraje internacional | Un Camino Para Tomás                 | Andrés Ricaurte, Martín Agudelo Ramírez | Colombia        |
| Mejor guion cinematográfico largometraje               | The Exccentric World Of Baron Styles | Jerome-Anthony Larkin                   | Estados Unidos  |
| Mejor guion cortometraje                               | Waiting                              | Jacopo Alpi                             | Italia          |
| Mejor largometraje español                             | La Cinta de Álex                     | Irene Zoe Alameda                       | España          |
| Mejor largometraje documental                          | The State Of Texas VS. Melissa       | Sabrina Van Tassel                      | Estados Unidos  |
| Mejor largometraje internacional                       | Effigy-Poison And The City           | Udo Flohr                               | Alemania        |
| Mejor largometraje LGTBI                               | War - Angel: The Awakening           | Matthew Carter                          | Estados Unidos  |
| Mejor Videoclip                                        | Moonlight                            | Leonardo Martinez, Amber Ford           | Estados Unidos  |
| Mención de Honor "Spotlight On Women´s Empowerment"    | She Should Run Cyprus                | Petra Terzi                             | Chipre          |